# Puchar Europy w Wielobojach 2015

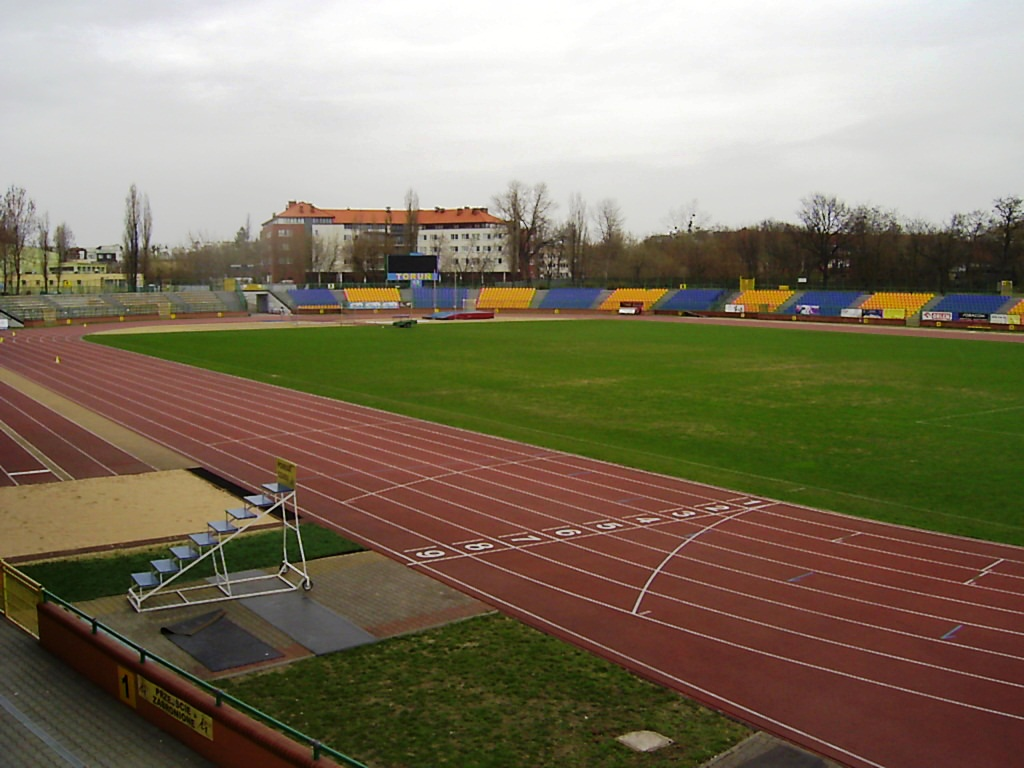
Stadion w Toruniu – arena zmagań superligi

32. Puchar Europy w Wielobojach – zawody lekkoatletyczne organizowane pod auspicjami European Athletics, które odbyły się 4 i 5 lipca na dwóch europejskich stadionach.
W imprezie drużyny męskie rywalizują w dziesięcioboju, a żeńskie w siedmioboju. Gospodarzem superligi pucharu Europy było francuskie Aubagne, a pierwszej i drugiej ligi Inowrocław.

## Rezultaty

### Superliga

#### Indywidualnie
| Konkurencja:           | 1. miejsce       | Rezultat     | 2. miejsce       | Rezultat  | 3. miejsce    | Rezultat  |
| Dziesięciobój mężczyzn | Ilja Szkurieniow | 8378 pkt.    | Ołeksij Kasjanow | 8105 pkt. | Romain Barras | 8007 pkt. |
| Siedmiobój kobiet      | Alina Fiodorowa  | 6278 pkt. PB | Grit Šadeiko     | 6196 pkt. | Anna Błank    | 6037 pkt. |

#### Drużynowo
| Poz. | Reprezentacja   | Punkty      |
| ---- | --------------- | ----------- |
| 1.   | Rosja           | 41 700 pkt. |
| 2.   | Francja         | 40 724 pkt. |
| 3.   | Estonia         | 39 875 pkt. |
| 4.   | Ukraina         | 39 461 pkt. |
| 5.   | Białoruś        | 39 414 pkt. |
| 6.   | Wielka Brytania | 38 791 pkt. |
| 7.   | Holandia        | 38 753 pkt. |
| 8.   | Czechy          | 36 767 pkt. |

### I liga

#### Indywidualnie
| Konkurencja:           | 1. miejsce        | Rezultat     | 2. miejsce   | Rezultat  | 3. miejsce      | Rezultat  |
| Dziesięciobój mężczyzn | Martin Roe        | 7875 pkt. PB | Pau Tonnesen | 7841 pkt. | Paweł Wiesiołek | 7767 pkt. |
| Siedmiobój kobiet      | Karolina Tymińska | 6174 pkt.    | Linda Züblin | 6047 pkt. | Valérie Reggel  | 5894 pkt. |

#### Drużynowo
| Poz. | Reprezentacja | Punkty      |
| ---- | ------------- | ----------- |
| 1.   | Szwajcaria    | 39 694 pkt. |
| 2.   | Polska        | 39 229 pkt. |
| 3.   | Hiszpania     | 39 069 pkt. |
| 4.   | Włochy        | 37 053 pkt. |
| 5.   | Szwecja       | 36 710 pkt. |
| 6.   | Rumunia       | 33 775 pkt. |

### II liga

#### Indywidualnie
| Konkurencja:           | 1. miejsce               | Rezultat     | 2. miejsce     | Rezultat  | 3. miejsce        | Rezultat     |
| Dziesięciobój mężczyzn | Joli Koivu               | 7462 pkt. PB | Tero Ojala     | 7226 pkt. | Samuel Remédios   | 7184 pkt.    |
| Siedmiobój kobiet      | Laura Ikauniece-Admidiņa | 6470 pkt. NR | Sofia Ifandidu | 5945 pkt. | Lecabela Quaresma | 5792 pkt. PB |

#### Drużynowo
| Poz. | Reprezentacja | Punkty      |
| ---- | ------------- | ----------- |
| 1.   | Finlandia     | 36 948 pkt. |
| 2.   | Portugalia    | 36 311 pkt. |
| 3.   | Łotwa         | 36 296 pkt. |
| 4.   | Grecja        | 35 547 pkt. |